# پیک گیتار

مجموعه‌ای از پیک‌های پلاستیکی گیتار

پیک‌های پلاستیکی گیتار

پیک‌های پلاستیکی گیتار که در شرکت دی‌اندریاس تحت نام ۳۴۶ طبقه‌بندی می‌شوند

مجموعه‌ای از پیک‌های پلاستیکی گیتار

پیک‌های پلاستیکی گیتار در سایزها و شکل‌های مختلفی ساخته می‌شوند

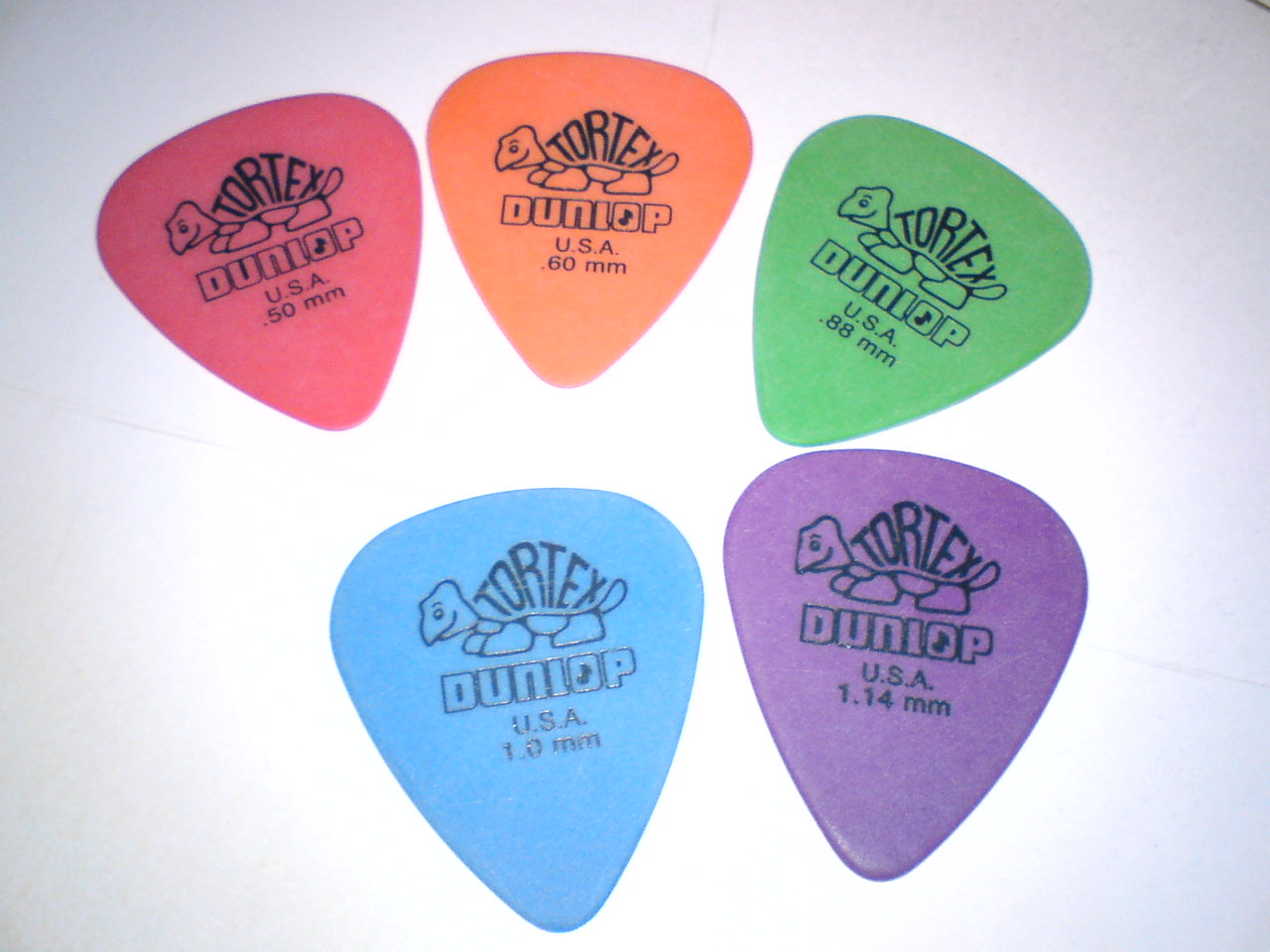
پیک‌های ساخته شده شرکت دانلوپ معروف به ترتکس، اعدادی که بر روی پیک‌ها مشاهده می‌شوند نشان دهنده میزان ضخامت و نازکی پیک است.

یک نمونه پیک فلزی طلایی رنگ

یک نمونه پیک فلزی نقره‌ای رنگ

پیک گیتار نوعی زخمه است که برای نوازندگی گیتار طراحی شده‌است. در طول زمان، پیک گیتار از جنس‌های مختلفی چون پلاستیک، رزین، فلز، شیشه، پولک لاک‌پشت، چوب، نمد یا سنگ تهیه شده‌است. پیک‌ها اکثراً در قالب همسان به شکل یک مثلث متساوی‌الساقین کشیده که دو وجه بالای آن شبیه به هم و وجه دیگر کمی تیزتر و با زاویه کمتری هست شناخته می‌شوند. این شکل پیک، شناخته‌ترین نوع آن است اگرچه که اشکال دیگری هم برای پیک طراحی و ساخته شده‌است.

## انواع پیک
در گذشته نوازندگان گیتار پیک گیتار را از چوب، کهربا، استخوان، سنگ یا حتی عاج می‌ساختند تا بتواند شکل دلخواه خود را برای پیک داشته باشند. ولی امروزه این‌گونه پیک‌ها دیگر رایج نیستند و پیک‌هایی از جنس پلاستیک جایگزین آنان شده‌است. اولین بار ایده پیک گیتار از جنس پلاستیک توسط شرکت دی‌اندریاس پیکز عملی شد. ایده ساخت این‌گونه پیک‌ها توسط لوئیجی اس‌آر و پسر کوچکش تونی مطرح و اجرا شد.
آنها پس از عملی شدن طرح خود محصولات خود را با شماره‌گذاری طبقه‌بندی کردند. پیک شماره ۳۵۱ شناخته‌ترین و محبوبترین آن‌ها بود و همچنین ۳۴۶ که شبیه یک مثلث متساوی‌الاضلاع است و امروز بیشتر نوازندگان گیتار باس از آن استفاده می‌کنند یا پیک شماره ۳۵۸ که پیک نسبتاً کوچکی است که معمولاً نوازندگان گیتار سبک جاز از آن استفاده می‌کنند. همچنین شرکت دی‌اندریاس پیکز اولین شرکت سازنده پیک گیتار بود که برای مشتریان پیک‌های ویژه مخصوص به خودشان را تولید کرد. آن‌ها با چاپ نام و نشان آن نوازنده یا گروه بر روی پیک گیتار، پیکی ویژه آن نوازنده را تولید می‌کردند که اصطلاحاً بدان «کاستم پیک» گفته می‌شود. اولین مشتری آن‌ها برای این گونه پیک‌ها، نیک لوکاس در اوایل دههٔ ۳۰ میلادی بود.
پیک گیتار را همچنین می‌توان بر اساس ضخامتی که دارد دسته‌بندی کرد و از این لحاظ مدل‌های گوناگون پیک با ضخامت‌های گوناگون وجود دارند که هریک بنابه ضخامت و میزان انعطافی که دارند برای کاربردی خاص استفاده می‌شوند. پیک‌هایی که ضخامت کمتری دارند، انعطاف بیشتری دارند و معمولاً برای نوازندگی سولو توسط نوازندگان گیتار لید استفاده می‌شود. البته هیچ قطعیت در این زمینه وجود ندارد و معمولاً این نوازندگان هستند که پیک خود را انتخاب می‌کنند.
نوازندگان گیتار الکتریک در سبک‌های راک و هوی متال این را می‌دانند که پیک‌های نازک‌تر صداهای قوی تر، پرتر و غیرقابل کنترل تری را باعث می‌شوند و در عوض پیک‌هایی با ضخامت بیشتر (هوی یا اکسترا هوی) صداهای ظریف و قابل کنترل تری را تولید می‌کنند. و همین امر باعث شده تا نوازندگان گیتار بنابه وظیفه‌ای که در نوازندگی دارند نوع پیک خود را انتخاب کنند. معمولاً نوازندگان در سبک‌های هوی متال و پاور متال، پیک‌هایی با ضخامت بیشتر را انتخاب می‌کنند.
همان‌طور که گفته شد ضخامت پیک بر کیفیت صوت تأثیر می‌گذارد و همچنین نوع وظیفه نوازندگی از عواملی است که در انتخاب پیک مؤثر است اما تنها این نیست. نوع سیم‌های گیتار هم در انتخاب پیک مؤثرند، آنچنانکه برای سیمهای ضخیم‌تر پیک‌های درشت تر و ضخیم‌تر توصیه شده‌است، چرا که قابل کنترل تر و تولیدکننده اصوات ناخواسته کمتر است. نوازندگان دث متال معمولاً پیک‌هایی را با ضخامت بیشتر از ۱٫۵۵ میلی‌متر انتخاب می‌کنند.
نوازندگان جاز نیز از پیک‌های هوی استفاده می‌کنند تا بتوانند از سیم‌های ضخیم گیتار خود صدای مطلوب را بگیرند.
گیتارهای باس سیم‌های بسیار قطوری دارند، از این رو نوازندگان باس پیک‌های ضخیم‌تر را انتخاب می‌کنند.
بیشتر تولیدکنندگان پیک گیتار مانند دی‌اندریاس پیکز، جیم دانلوپ و استیو کلایتون، ضخامت پیک را بر حسب مقیاس میلی‌متر یا اینچ بر روی پیک هک می‌کنند تا نشانگر میزان ضخامت آن باشد. ولی بعضی شرکت‌های دیگر مانند گیبسن، فندر، ای‌اس‌پی، آیبانز و پی‌وی از نوعی طبقه‌بندی و نام‌گذاری خاص استفاده می‌کنند و با درج نام ویژه بر روی پیک میزان ضخامت پیک را به اطلاع مشتریان می‌رسانند. جدول زیر نشان دهنده همین دسته‌بندی است:
| نشان نوع پیک      | ضخامت     | ضخامت       | نشان‌های دیگر                   |
| نشان نوع پیک      | میلی‌متر   | اینچ        | نشان‌های دیگر                   |
| ----------------- | --------- | ----------- | ------------------------------ |
| Extra light/thin  | ≤ ۰٫۳۸    | ≤ ۰٫۰۱۴     |                                |
| Light/thin        | ۰٫۵۱–۰٫۶۰ | ۰٫۰۲۰–۰٫۰۲۳ | "T" یا "Thin" / "L" یا "Light" |
| Medium            | ۰٫۷۳–۰٫۸۱ | ۰٫۰۲۸–۰٫۰۳۱ | "M" یا "Medium"                |
| Heavy/thick       | ۰٫۸۸–۱٫۲۰ | ۰٫۰۳۴–۰٫۰۴۷ | "H" یا "Thick"                 |
| Extra heavy/thick | ≥ ۱٫۵۰    | ≥ ۰٫۰۶۰     |                                |

## پیک از جنس‌های گوناگون

### پلاستیک
امروزه پیک‌های پلاستیک رایج‌ترین نوع هستند. اما پیک‌های پلاستیکی هم گونه‌های مختلفی دارند.
- سلولوید

پیک‌های از این جنس قدیمی‌ترین و اولین نوع پیک‌های پلاستیکی هستند و همچنان مورد استفاده قرار می‌گیرند به ویژه برای آن دسته نوازندگان گیتار که از افکت صدای وینتیج استفاده می‌کنند. اما این دسته از پیک‌ها قابلیت آتشگیری بالقوه‌ای دارند، این نکته را نوازندگان گیتار سیگاری به خوبی می‌دانند.
- نایلون

این مدل رایج‌ترین نوع پیک‌های پلاستیکی است اما از آنجایی که سطح این پیک‌ها صاف و صیقلی است، در دستان نوازندگان حالت لغزنده‌ای دارد، تولیدکنندگان معمولاً با اضافه کردن شیارها یا نقاط برجسته ریزی بر روی آن‌ها این مشکل را برطرف می‌کنند. نایلون خاصیت انعطاف‌پذیری و شکل‌پذیری بالایی دارد و به همین جهت به راحتی می‌توان پیک‌هایی با شکل‌های مختلف از این جنس را ساخت اکثر پیک‌های نازک را از نایلون می‌سازند. نقطه ضعف این پیک‌ها این است که پس از یک استفاده یکی دوماهه یا استفاده زیاد انعطاف‌پذیری را از دست می‌دهند و بسیار شکننده می‌شوند. نوازندگان گیتار معمولاً تعداد زیادی از این نوع پیک را مصرف می‌کنند که علت همین مسئله است.
- ترتکس/درلکس

این نوع از پیک‌ها به ترتیب توسط شرکت‌های جیم دانلوپ و دی‌اندریاس ساخته می‌شوند. این پیک‌ها به راحتی در میان انگشتان جای می‌گیرند و برای نوازندگی سولوها و ریف‌ها بهترین هستند.
- استال

استال یک نوع پلاستیک است که خود به دو گونه تقسیم می‌شود. پیک‌های ساخته شده توسط استیو کلایتون از این نوع هستند. از ویژگی این نوع پیک‌ها می‌توان به سطح صاف و مات آن و همچنین پایداری و عمر زیاد آن اشاره کرد.
- اولتم

پیک‌های ساخته شده از این جنس سخت‌ترین و زمخت‌ترین نوع پیک‌های پلاستیکی هستندو قابلیت ایجاد اصوات صاف را دارند و بیشتر مورد استفاده نوازندگان ماندولین قرار می‌گیرند. این نوع پیک‌ها هم توسط شرکت استیو کلایتون ساخته می‌شوند.
- لکسان

این نوع پیک‌ها ظاهری براق و کریستال مانندی همچون شیشه دارند و همچنین بسیار سخت هستند. بهترین مثال برای این نوع پیک‌ها سری استابی ساخته شده توسط شرکت جیم دانلوپ است.
استفاده از هر گونه از مواد یاد شده برای ساخت پیک می‌تواند ویژگی‌های متفاوتی را ایجاد شود چنان‌که یک پیک با ضخامت ۰٫۷ تا ۰٫۸ اگر از نایلون سخته شود بسیار انعطاف‌پذیر خواهد بود و اگر همین پیک را با اولتم بسازیم سخت‌تر و محکم تر خواهد شد.

### فلز
پیک‌های ساخته شده از استیل صدایی شفاف تر از صدای تولید شده توسط پیک‌های پلاستیکی دارند. البته این نوع پیک‌ها خیلی راحت سیم‌ها را فرسایش می‌دهند و همچنین می‌توانند به بدنه گیتار آسیب برسانند به ویژه به گیتارهای آکوستیک که بدنه چوبی دارند. برایان می و بیلی گیبنز از این دست پیک‌ها استفاده می‌کنند. بعضی پیک‌های فلزی بسیار گرانبها هستند و در میان کلکسیونرها از جایگاه ویژه‌ای برخوردارند، پیک‌های ساخته شده توسط ضرابخانه سلطنتی انگلستان از این نوع هستند.

### غیرمعمول
در میان پیک‌ها، گاهی به پیک‌هایی ساخته شده از مواد غیرمعمول و عجیب برمی‌خوریم که البته بعضی از آن‌ها صرفاً جنبه تزئینی دارند.
- عقیق

این نوع پیک ساخته شده از جواهر عقیق واقعاً غیرمعمول است و معمولاً ضخامتی بین ۱ تا۵ میلی‌متر دارد و به هیچ وجه قابلیت انعطاف‌پذیری ندارد. سنگ‌ها استعداد باورنکردنی در شکل گرفتن دارند، بدون نیاز به فشار یا قالبی خاص، یک سنگ‌تراش می‌تواند یک پیک را به اشکال گوناگون دلخواه درست کند. اگر چه که پیک‌های سنگی رایج نیستند ولی این نوع پیک‌ها از سیم‌های فلزی گیتار سخت ترند بنابراین می‌توانند طنین بیشتری را ایجاد کنند. پیک‌های سنگی را معمولاً صیقل می‌دهند و این مسئله کمی مشکل را در هنگام گرفتن با انگشتان پدیدمی‌آورد.
- درخت مقدس

چوب این درخت که در جنگل‌های آمریکای جنوبی رشد می‌کند بسیار محکم و دارای خواص استثنایی است. ساختار این چوب و روغن طبیعی موجود در آن باعث می‌شود تا پیک‌های ساخته شده از آن احساس و صدایی ویژه را تولید کند. معمولاً ضخامت این پیک‌ها بین ۲ تا ۳ میلی‌متر است.
- لاک لاک‌پشت

این نوع پیک‌ها از مواد ارگانیک و زنده ساخته می‌شوند، پولک‌های لاک لاک‌پشت‌های دریایی، پیک‌هایی را می‌سازند که احساس و صدایی واقعی تر را ایجاد می‌کند که متأسفانه همین خاصیت باعث به خطر افتادن نسل این موجودات شده‌است. این نوع پیک‌ها صیقلی، محکم و ضخیمند و قابلیت بسیار اندکی در انعطاف‌پذیری دارند. استفاده درست و مناسب از این پیک‌ها می‌تواند باعث عمر طولانی آن‌ها شود.